# Kampungsawah
Kampungsawah is een bestuurslaag in het regentschap Karawang van de provincie West-Java, Indonesië. Kampungsawah telt 11.600 inwoners (volkstelling 2010).